# 家禽コレラ
家禽コレラ（かきんコレラ、fowl cholera）とはPasteurella multocida（パスツレラ・ムルトシダ）感染を原因とする鳥類の感染症。鳥類のPasteurella multocidaによる感染症のうち70%以上の死亡率を示すものを家禽コレラとして日本の家畜伝染病予防法において法定伝染病に指定されており、対象動物はニワトリ、アヒル、ウズラ、シチメンチョウ。日本での発生はあるが、法的処置が行われたことはない。家禽の疾病でほかに法定伝染病に指定されているものはニューカッスル病、高病原性鳥インフルエンザ、家きんサルモネラ感染症である。

## 原因
Pasteurella multocidaはグラム陰性無芽胞通性嫌気性短桿菌であり、寒天培地においてムコイド集落を形成する。感染経路は気道および皮膚。

## 症状
発熱、下痢、呼吸困難、肉垂や肉冠にチアノーゼ。急性型では死亡数時間前にしか症状を示さないことがある。発症2~3日で死亡することが多く、急性敗血症を耐過した場合、慢性型に移行するか回復する。

## 診断
メチレンブルー染色あるいはギムザ染色による両染性の小桿菌の観察および血液寒天培地を用いての菌の分離。ニューカッスル病、高病原性鳥インフルエンザとの鑑別が必要。

## 治療
日本では家畜伝染病予防法において法定伝染病に指定されており、家きんコレラと診断された場合は治療を行わず淘汰する。

## 予防
生ワクチンおよび不活化ワクチンが開発されている。日本ではワクチンは使用されていない。